# جيمس غيبونز
جيمس غيبونز (بالإنجليزية: James Gibbons)‏ هو كاهن كاثوليكي أمريكي، ولد في 23 يوليو 1834 في بالتيمور في الولايات المتحدة، وتوفي بنفس المكان في 24 مارس 1921.

## وصلات خارجية
- جيمس غيبونز على موقع الموسوعة البريطانية (الإنجليزية)